# LSM14A
LSM14A (англ. LSM14A, mRNA processing body assembly factor) – білок, який кодується однойменним геном, розташованим у людей на довгому плечі 19-ї хромосоми. Довжина поліпептидного ланцюга білка становить 463 амінокислот, а молекулярна маса — 50 530.
| 10         |  | 20         |  | 30         |  | 40         |  | 50         |
| ---------- |  | ---------- |  | ---------- |  | ---------- |  | ---------- |
| MSGGTPYIGS |  | KISLISKAEI |  | RYEGILYTID |  | TENSTVALAK |  | VRSFGTEDRP |
| TDRPIPPRDE |  | VFEYIIFRGS |  | DIKDLTVCEP |  | PKPQCSLPQD |  | PAIVQSSLGS |
| STSSFQSMGS |  | YGPFGRMPTY |  | SQFSPSSLVG |  | QQFGAVGVAG |  | SSLTSFGTET |
| SNSGTLPQSS |  | AVGSAFTQDT |  | RSLKTQLSQG |  | RSSPQLDPLR |  | KSPTMEQAVQ |
| TASAHLPAPA |  | AVGRRSPVST |  | RPLPSASQKA |  | GENQEHRRAE |  | VHKVSRPENE |
| QLRNDNKRQV |  | APGAPSAPRR |  | GRGGHRGGRG |  | RFGIRRDGPM |  | KFEKDFDFES |
| ANAQFNKEEI |  | DREFHNKLKL |  | KEDKLEKQEK |  | PVNGEDKGDS |  | GVDTQNSEGN |
| ADEEDPLGPN |  | CYYDKTKSFF |  | DNISCDDNRE |  | RRPTWAEERR |  | LNAETFGIPL |
| RPNRGRGGYR |  | GRGGLGFRGG |  | RGRGGGRGGT |  | FTAPRGFRGG |  | FRGGRGGREF |
| ADFEYRKTTA |  | FGP        |  |            |  |            |  |            |

A: Аланін

C: Цистеїн

D: Аспарагінова кислота

E: Глутамінова кислота

F: Фенілаланін

G: Гліцин

H: Гістидин

I: Ізолейцин

K: Лізин

L: Лейцин

M: Метіонін

N: Аспарагін

P: Пролін

Q: Глутамін

R: Аргінін

S: Серин

T: Треонін

V: Валін

W: Триптофан

Кодований геном білок за функціями належить до репресорів, рибонуклеопротеїнів, білків розвитку, фосфопротеїнів. 
Задіяний у таких біологічних процесах, як регуляція трансляції, ацетилювання, альтернативний сплайсинг, метилювання. 
Локалізований у цитоплазмі.